# Brachycrus
Brachycrus is een geslacht van uitgestorven zoogdieren, dat voorkwam van het Vroeg- tot het Midden-Mioceen. Het behoort tot de oreodonten, een groep van evenhoevigen.

## Beschrijving
Dit een meter lange dier had een schedel met een korte kaak. De ver naar achteren geplaatste neusgaten bevonden zich boven op de schedel, terwijl de ogen meer naar voren stonden. Deze kenmerken duidden op de aanwezigheid van een kort slurfje, zoals de tapirs er een hebben. Het doel van dit slurfje had waarschijnlijk te maken met het verzamelen van voedsel, dat het dier op de bosbodem zocht.

## Vondsten
Resten van dit dier werden gevonden in Noord-Amerika, in de Great Plains.